# Fōtīs Kitsos
Fōtīs Kitsos (in greco Φώτης Κίτσος?; Atene, 31 marzo 2003) è un calciatore greco, difensore dell'Omonia.

## Carriera

### Club
Cresciuto nel settore giovanile dell'Olympiacos, debutta in prima squadra il 1º dicembre 2021, in occasione dell'incontro della Kypello Ellados perso per 3-2 contro il Levadeiakos. Il 2 febbraio 2022 ha anche esordito in Souper Ligka Ellada, disputando l'incontro vinto per 3-1 contro il Panaitōlikos.
Il 31 agosto 2022 viene ceduto in prestito ai ciprioti dell'Omonia.

### Nazionale
Ha rappresentato le nazionali giovanili greche.

## Statistiche

### Presenze e reti nei club
Statistiche aggiornate al 26 dicembre 2022.
| Stagione        | Squadra         | Campionato      | Campionato | Campionato | Coppe nazionali | Coppe nazionali | Coppe nazionali | Coppe continentali | Coppe continentali | Coppe continentali | Altre coppe | Altre coppe | Altre coppe | Totale | Totale |
| Stagione        | Squadra         | Comp            | Pres       | Reti       | Comp            | Pres            | Reti            | Comp               | Pres               | Reti               | Comp        | Pres        | Reti        | Pres   | Reti   |
| --------------- | --------------- | --------------- | ---------- | ---------- | --------------- | --------------- | --------------- | ------------------ | ------------------ | ------------------ | ----------- | ----------- | ----------- | ------ | ------ |
| 2021-2022       | Olympiacos B    | SL2             | 19         | 1          |                 | -               | -               |                    | -                  | -                  |             | -           | -           | 19     | 1      |
| 2021-2022       | Olympiacos      | SL              | 3+2        | 0          | CG              | 3               | 0               | UCL+UEL            | 0                  | 0                  |             | -           | -           | 8      | 0      |
| 2022-2023       | Omonia          | A               | 9          | 0          | CC              | 1               | 0               | UEL                | 3                  | 0                  |             | -           | -           | 13     | 0      |
| Totale carriera | Totale carriera | Totale carriera | 33         | 1          |                 | 4               | 0               |                    | 3                  | 0                  |             | -           | -           | 40     | 1      |

## Palmarès

### Club

#### Competizioni nazionali
- Campionato greco: 1

Olympiakos: 2021-2022
- Coppa di Cipro: 1

Omonia: 2022-2023